# فريدريكو جيل
فريدريكو جيل (بالبرتغالية: Frederico Gil‏) من مواليد 24 مارس، 1985 هو لاعب كرة مضرب برتغالي محترف. أفضل ما وصل إليه حتى الآن كان في عام 2009 حيث وصل للتصنيف 66 على العالم، ويعتبر جيل اللاعب البرتغالي الأفضل حالياً والمصنف الأول في بلاده كما أنه أول برتغالي استطاع الوصول إلى نهائي بطولة إستوريل البرتغالية وكان ذلك في موسم 2010.